# عمارة ما بعد الحداثة
عمارة ما بعد الحداثة هي نمط أو حركة ظهرت في ستينيات القرن العشرين كردة فعل ضد صرامة عمارة الحداثة وجمودها ونقص التنوع فيها، خاصةً في الطراز الدولي الذي يُنادي به لو كوربوزييه ولودفيغ ميس فان دير روه. عُرضت الحركة لأول مرة من قِبل المهندسة المعمارية والمخططة الحضرية دينيسي سكوت براون والمنظّر المعماري روبرت فينتوري في كتابهما التعلم من لاس فيغاس. ازدهر الأسلوب منذ ثمانينيات القرن العشرين وحتى تسعينياته، خاصة في أعمال سكوت براون، وفينتوري، وفيليب جونسون، وتشارلز مور، ومايكل غرافيس. في أواخر التسعينيات، قُسمت إلى العديد من الاتجاهات الجديدة، تشمل العمارة فائقة التكنولوجيا، والعمارة المستقبلية الجديدة، والعمارة التفكيكية.

## أُصولها
ظهرت عمارة ما بعد الحداثة في ستينيات القرن العشرين كردة فعل ضد أوجه القصور التي لوحظت في عمارة الحداثة، خاصةً مبادئها الصارمة، وانتظامها، وافتقارها إلى الزخرفة، وعادتها في تجاهل تاريخ المدن التي ظهرت فيها وثقافتها. في عام 1966، أضفى فينتوري الطابع الرسمي على الحركة في كتابه التعقيد والتناقض في الهندسة المعمارية. لخّص فينتوري نوع العمارة التي أراد أن يراها تحل محل عمارة الحداثة:
أنا أتحدث عن عمارة معقدة ومتناقضة، مستندة إلى ثراء تجربة الحداثة وغموضها، بما في ذلك تلك التجربة المتأصلة في الفن ... أُرحب بالمشكلات وأستثمر الشكوك ... أُحب العناصر المهجنة بدلًا من «النقية»، المتساومة بدلًا من «النظيفة»، ... المتكيفة بدلًا من المستبعِدة ... أنا مع الحيوية الفوضوية على الوحدة الواضحة ... أفضّل «كلاهما-و» على «أحدهما-أو»، أبيض وأسود، وأحيانًا أفضل الرمادي على الأسود أو الأبيض ... يجب أن تُجسد عمارة التعقيد والتناقض الوحدة الصعبة للشمول بدلًا من الوحدة السهلة للإقصاء.
بدلًا من المبادئ الوظيفية للحداثة، اقترح فينتوري التركيز الأساسي على الواجهة، ودمج العناصر التاريخية، والاستخدام الدقيق للمواد غير العادية والتلميحات التاريخية، واستخدام التجزئة والتعديلات لجعل المبنى مثيرًا للاهتمام. كتب فينتوري وزوجته المهندسة المعمارية والمخططة الحضرية دينيسي سكوت براون كتاب التعلم من لاس فيغاس (1972)، الذي شارك في تأليفه ستيفن إيزنور، وطورا فيه حِجتهما المشتركة ضد الحداثة. حثّا المهندسين المعماريين على أن يأخذوا العمارة الموجودة في المكان بعين الاعتبار ويحتفلوا بها، بدلًا من محاولة فرض يوتوبيا وهمية من خيالهم. تماشى هذا مع اعتقاد سكوت براون أن المباني يجب أن تُبنى للناس، وأن العمارة يجب أن تستمع لهم. جادل سكوت براون وفينتوري بأن عناصر الزخرفة والديكور «تلبي الاحتياجات الحالية إلى التنوع والاتصال». كان الكتاب مفيدًا في فتح عيون القراء على طرق جديدة للتفكير في المباني، فاستند إلى تاريخ العمارة بأكمله –سواء من الطراز الرفيع أو العامي، وسواء من الطراز التاريخي أو الحديث– وردًا على قول ميس فان دير روه الشهير «الأقل هو الأكثر»، قال فينتوري «الأقل مُضجر». استشهد فينتوري بأمثلة من مباني زوجته ومبانيه الخاصة، مثل غيلد هاوس في فيلادلفيا، كأمثلة على أسلوب جديد رحّب بالتنوع والمراجع التاريخية، دون العودة إلى الإحياء الأكاديمي للأنماط القديمة.
أُطلقت ثورة مماثلة ضد الحداثة الصارمة في إيطاليا في نفس الوقت تقريبًا من قبل المهندس المعماري ألدو روسي الذي انتقد إعادة بناء المدن والمباني الإيطالية التي دُمرت خلال الحرب على الطراز الحديث، الذي لم تكن له علاقة بالتاريخ المعماري أو مخططات الشوارع الأصلية أو ثقافة المدن. أصر روسي على إعادة بناء المدن بطرق حافظت على نسيجها التاريخي وتقاليدها المحلية. قُدّمت أفكار مماثلة ومشاريع في بينالي البندقية في عام 1980. انضم إلى الدعوة لأسلوب ما بعد حداثي كل من كريستيان دو بورتسامبارك في فرنسا، وريكاردو بوفيل في إسبانيا، وأراتا إيسوزاكي في اليابان.

## أبرز المباني والمعماريين في عمارة ما بعد الحداثة

### روبرت فينتوري

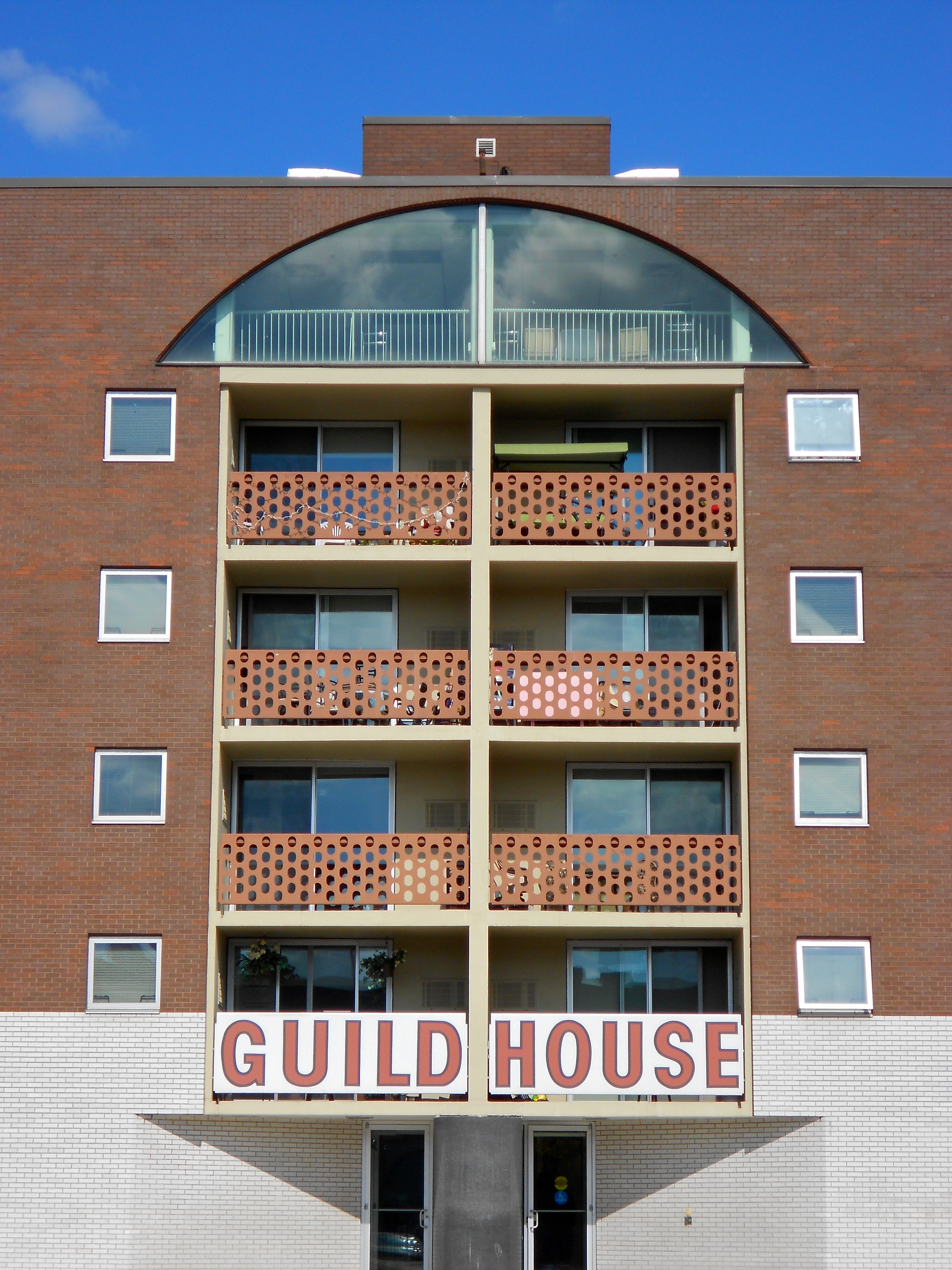
بناء غيلد هاوس في فيلادلفيا من تصميم روبرت فينتوري (1960–63)
منزل فانا فينتوري من تصميم ربوبرت فينتوري (1964)
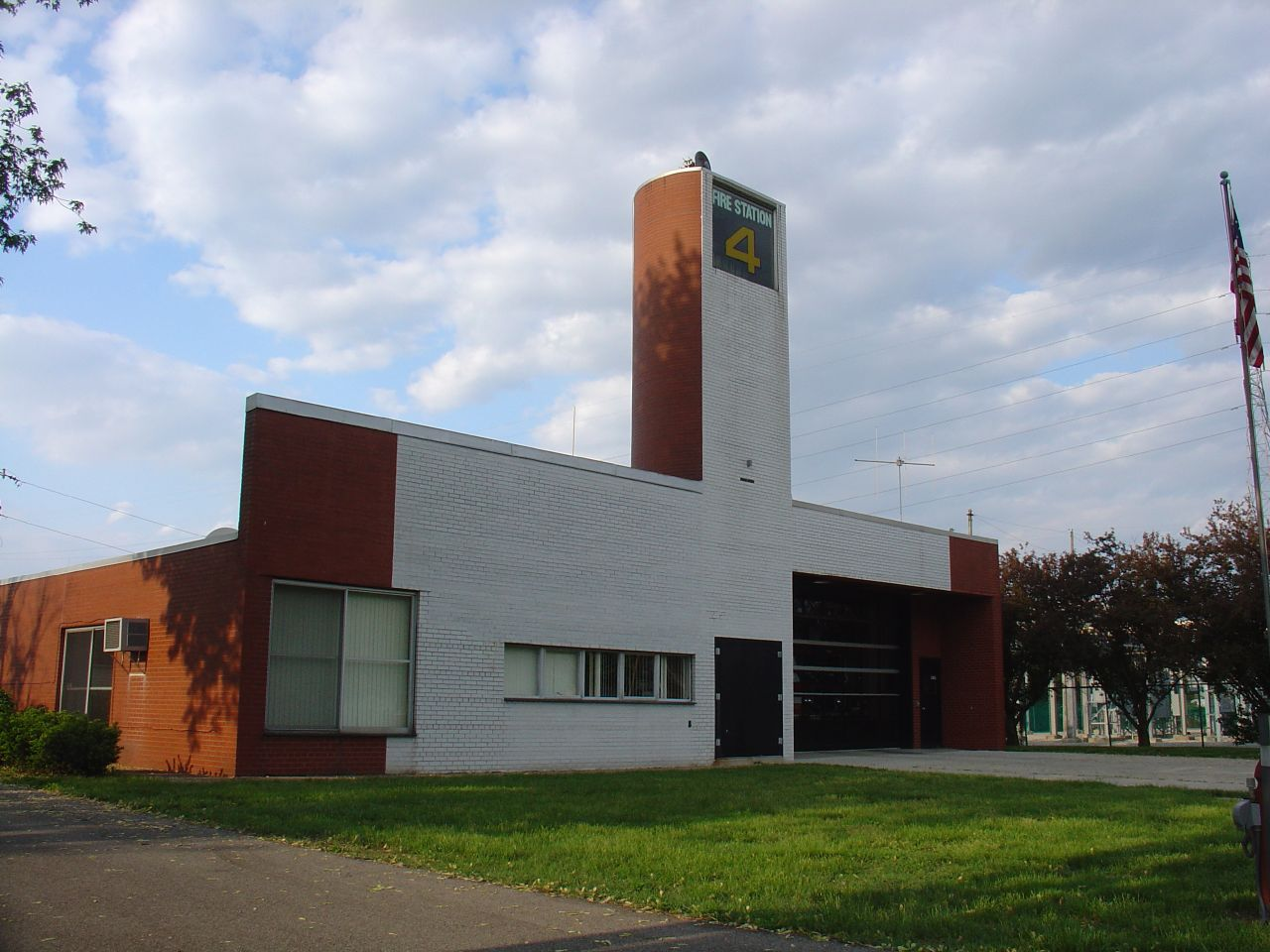
محطة الإطفاء رقم أربعة في كولومبوس بولاية إنديانا (1968)
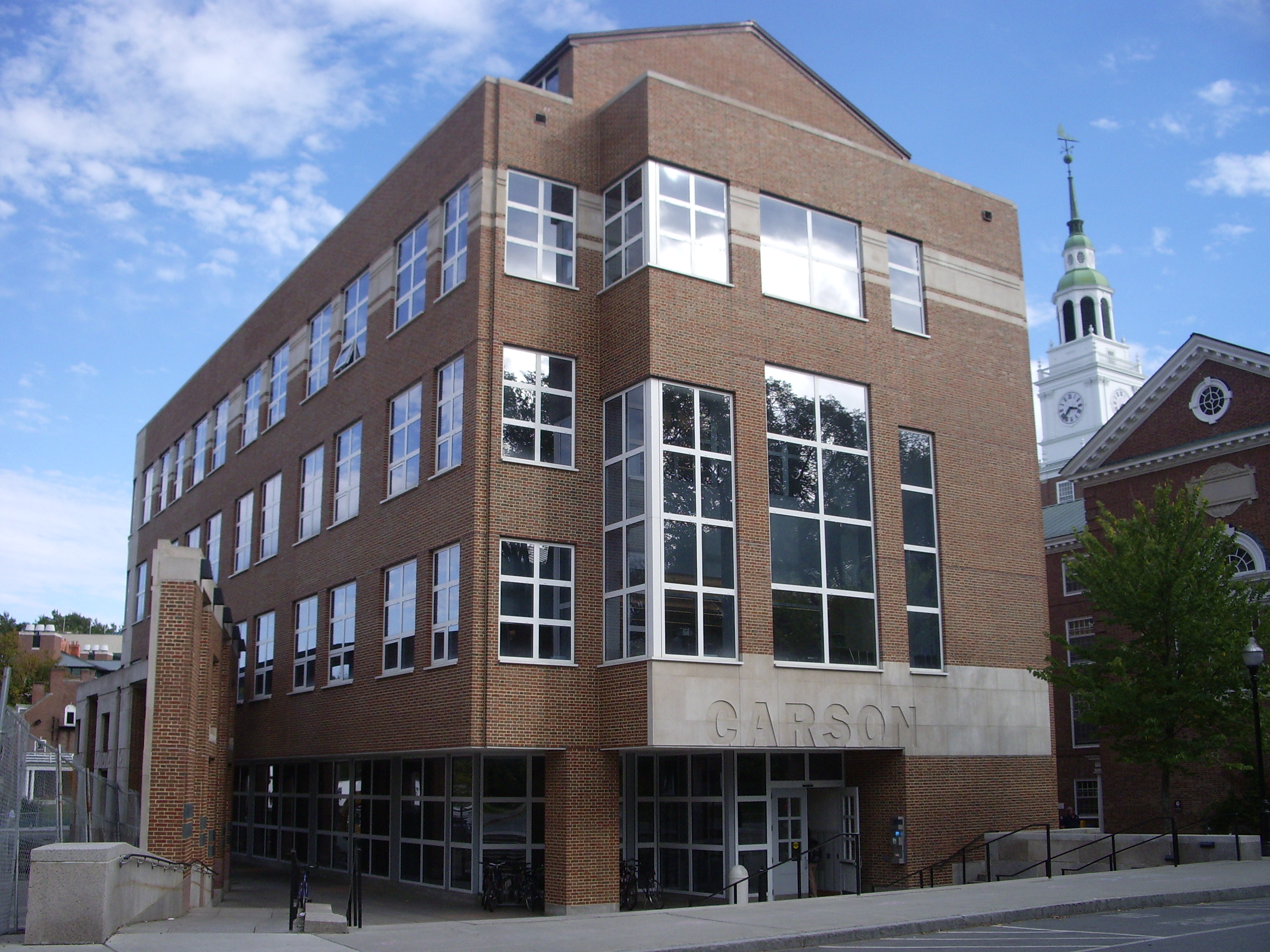
قاعة كارسون بكلية دارتموث في هانوفر بولاية نيوهامبشير
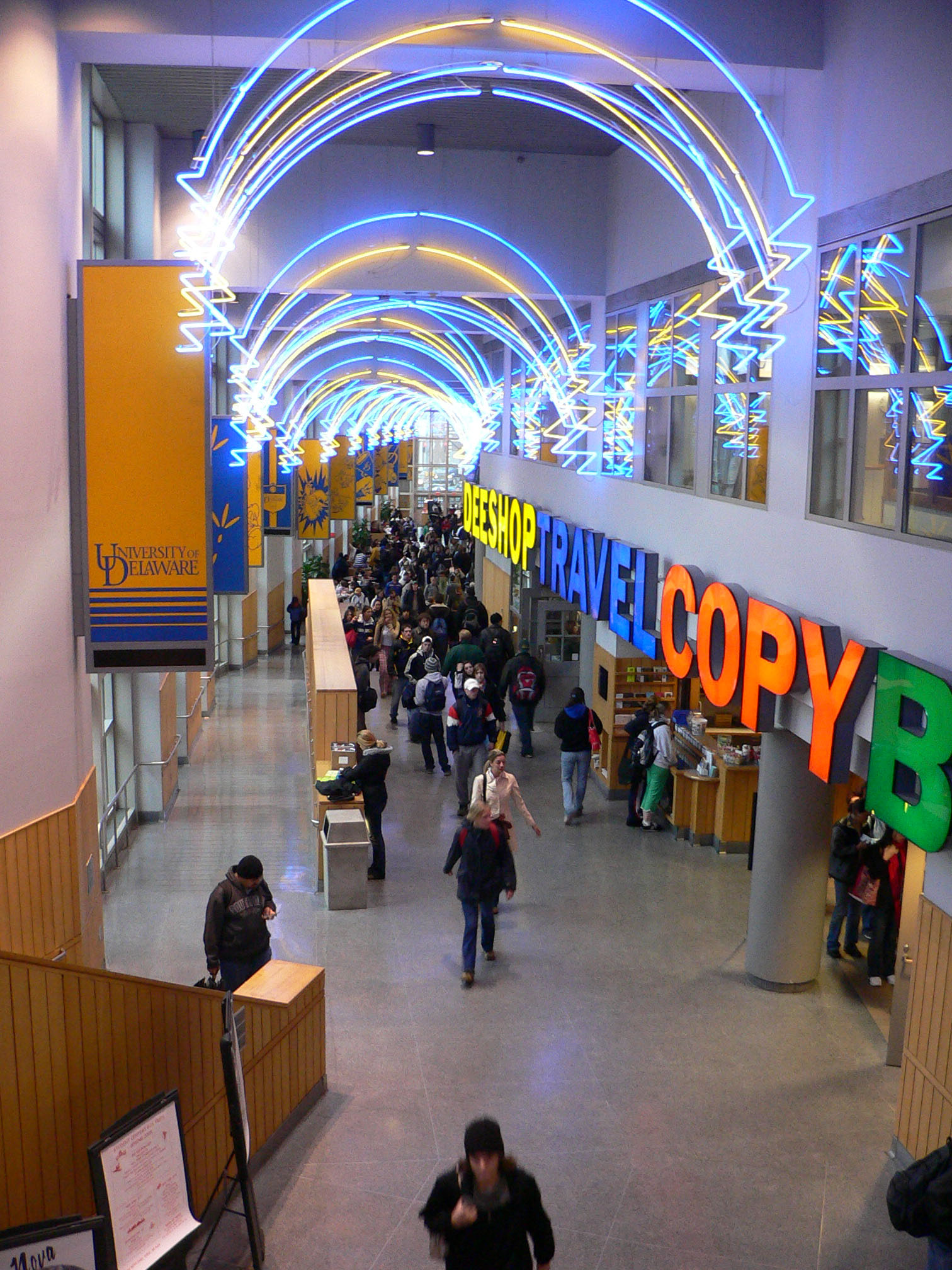
مركز ترابانت في جامعة ديلاوير في نيوارك بولايةديلاوير (1996)
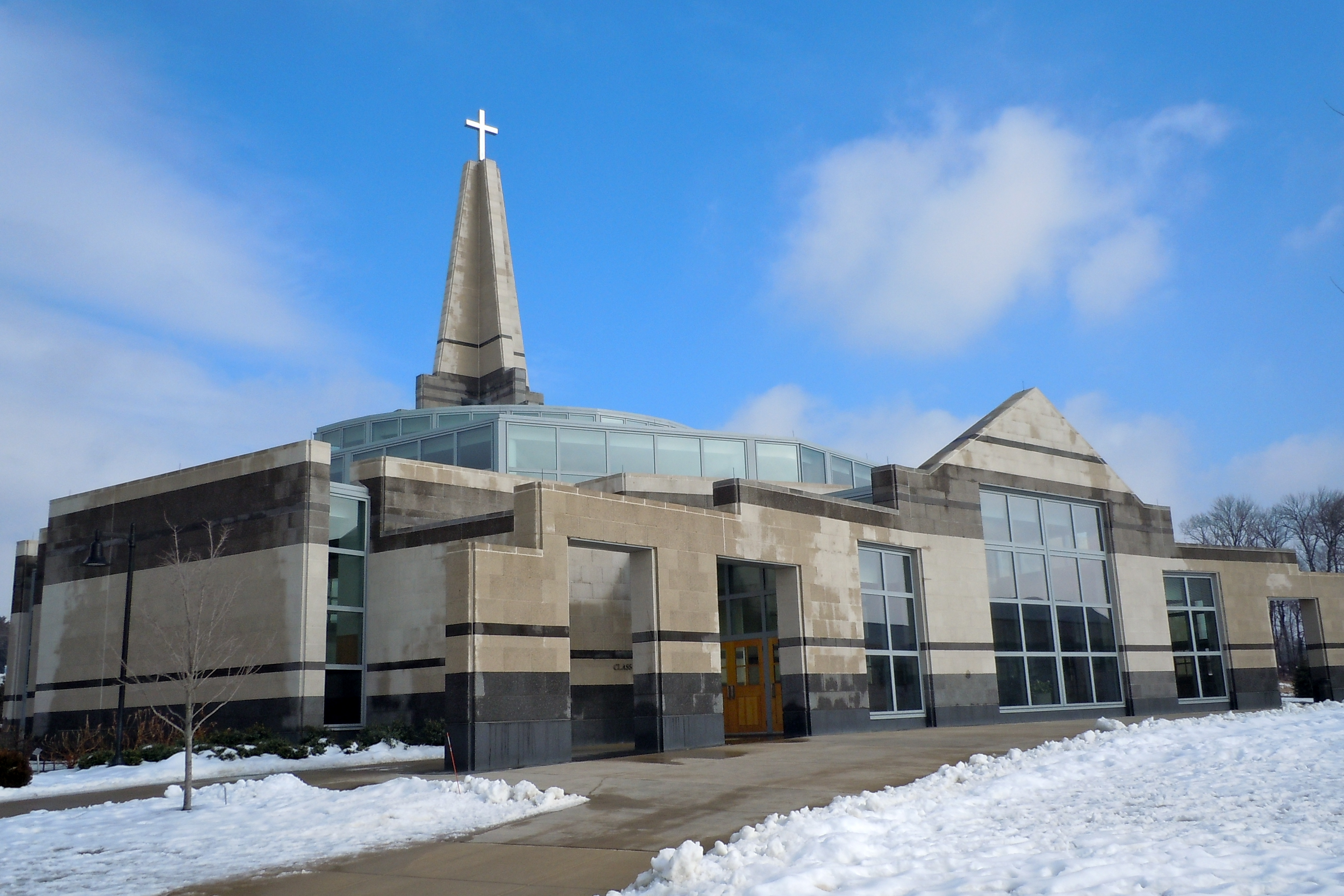
كنيسة الأكاديمية الأسقفية
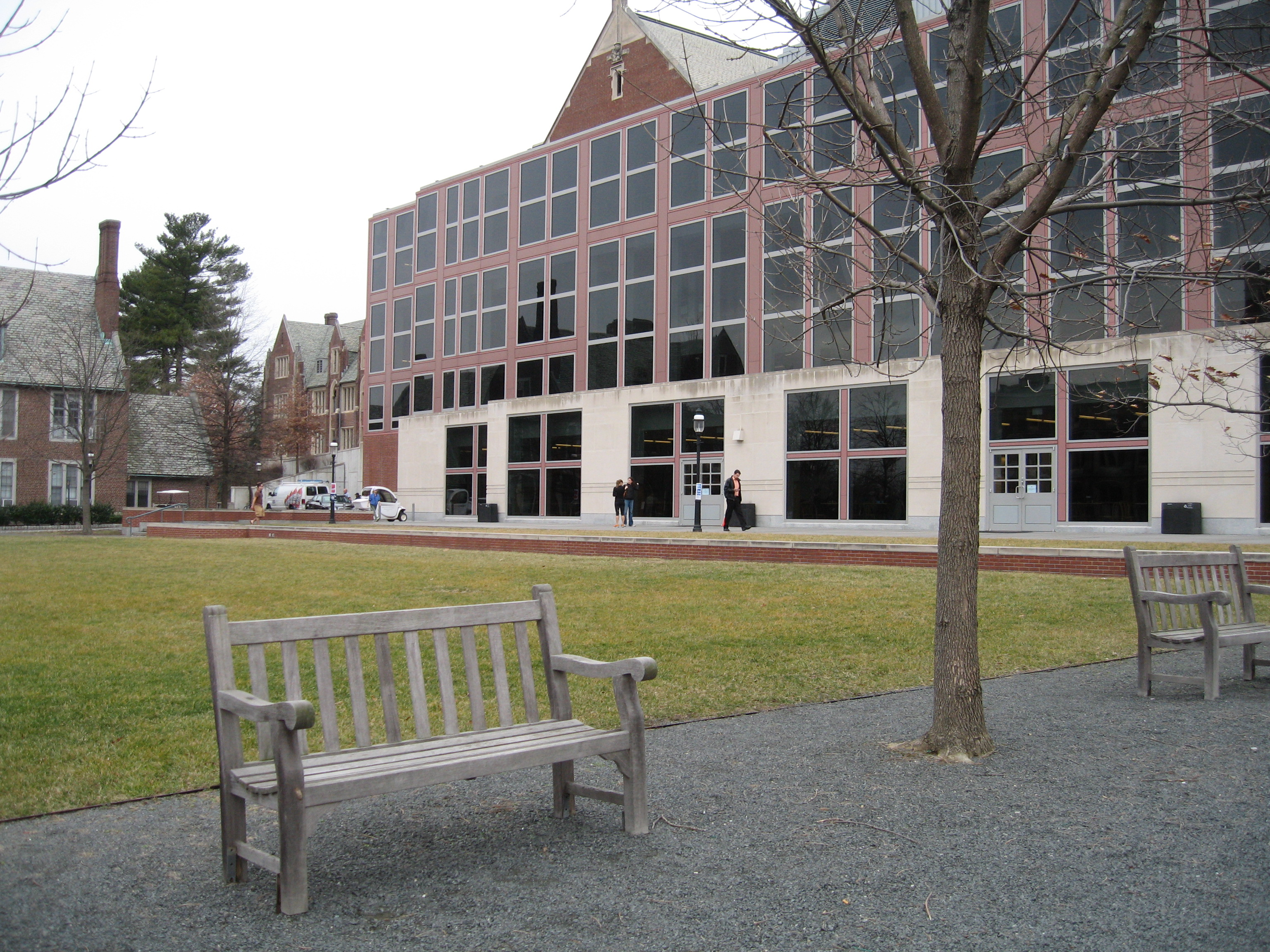
مركز الحرم الجامعي الأول في جامعة برنستون (2000)

كان روبرت فينتوري (وُلد عام 1925) من المنظّرين البارزين لعصر ما بعد الحداثة ومهندسًا معماريًا تعكس مبانيه أفكاره. بعدما درس في الأكاديمية الأمريكية في روما، عمل في مكاتب الحداثيين إيرو سارينين ولويس خان حتى عام 1958، ثم أصبح أستاذًا في الهندسة المعمارية في جامعة ييل. كان أول مبنى له هو بناء غيلد هاوس في فيلادلفيا، الذي بُني بين عامي 1960 و1963، ومنزل لوالدته في تشستنت هيل في فيلادلفيا. أصبح هذان المنزلان رمزًا لحركة ما بعد الحداثة. واصل عمله في ستينيات القرن العشرين وسبعينياته ليصمم سلسلة من المباني التي أخذت بعين الاعتبار السوابق التاريخية والأفكار والأجسام الموجودة في الحياة الواقعية للمدن الواقعة بها.

### مايكل غرافيس

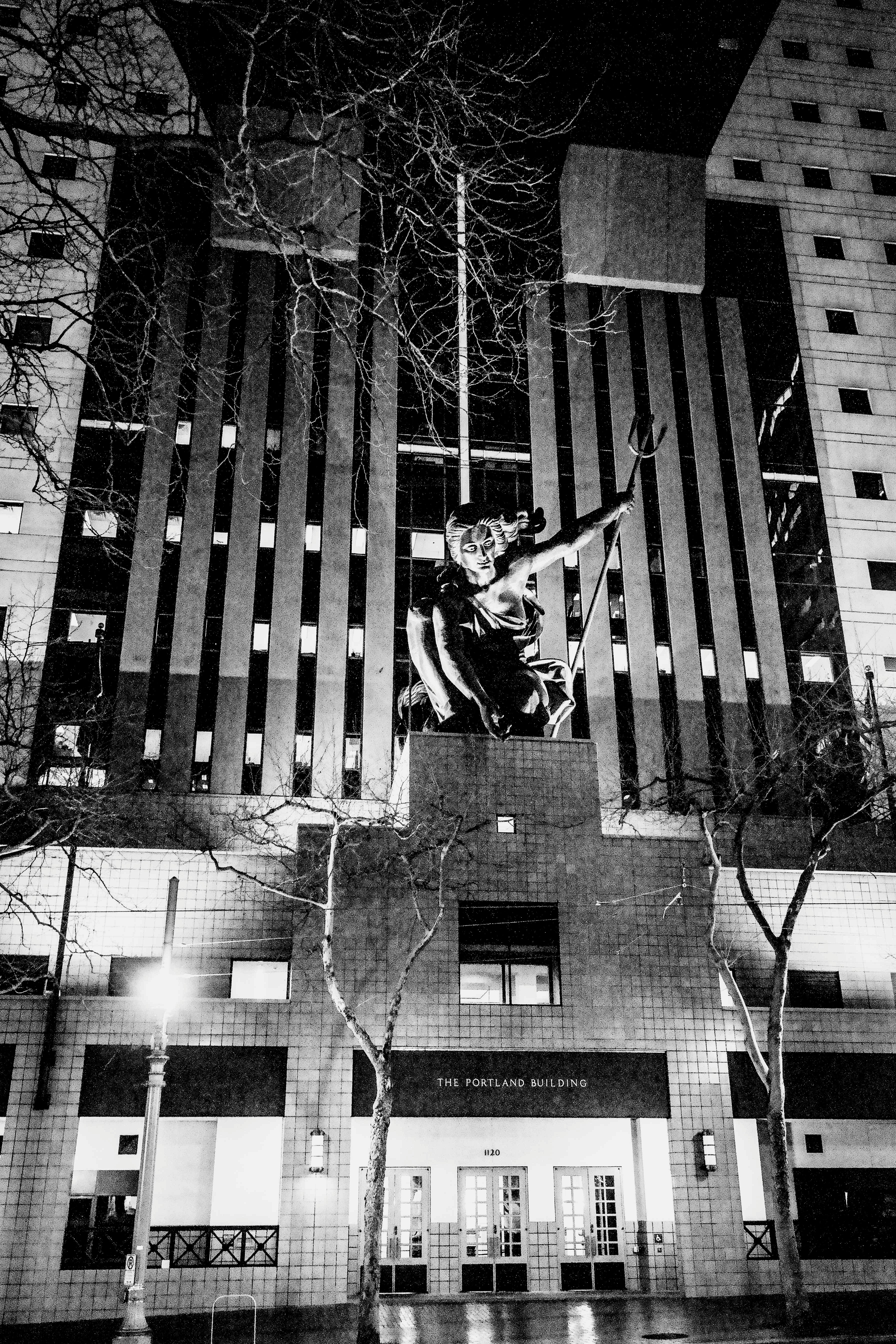
مبنى بورتلاند من تصميم مايكل غرافيس (1982)
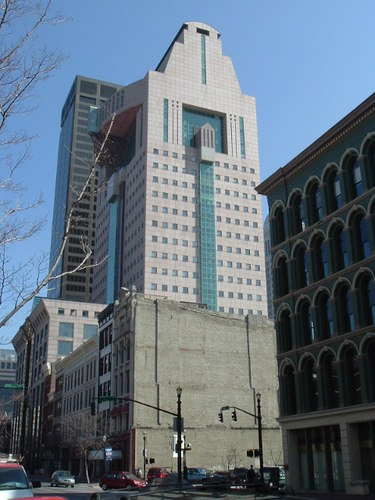
بناء هيومانا في لويفيل بولاية كنتاكي (1982)
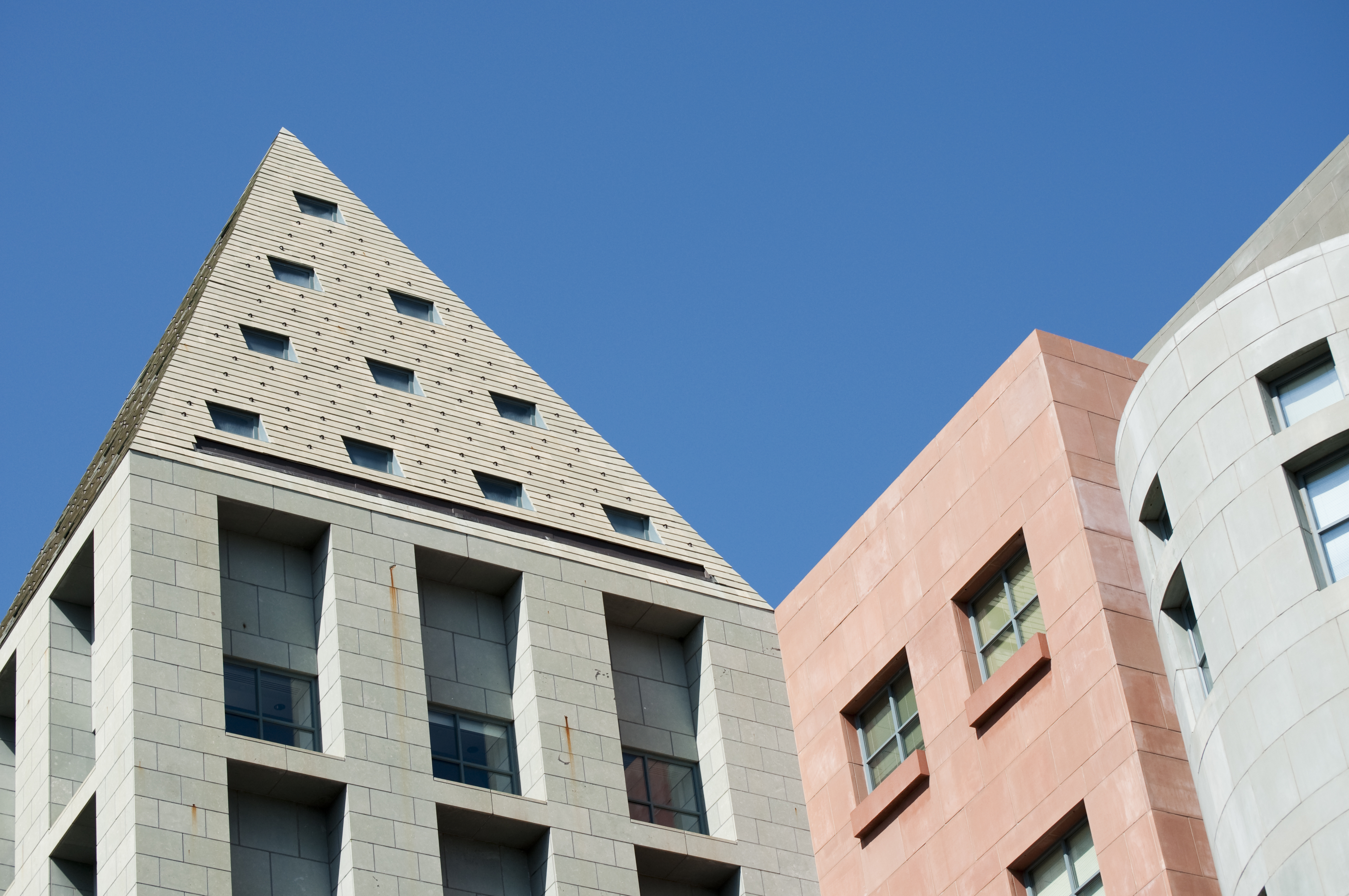
مكتبة دنفر العامة من تصميم مايكل غرافيس (1995)
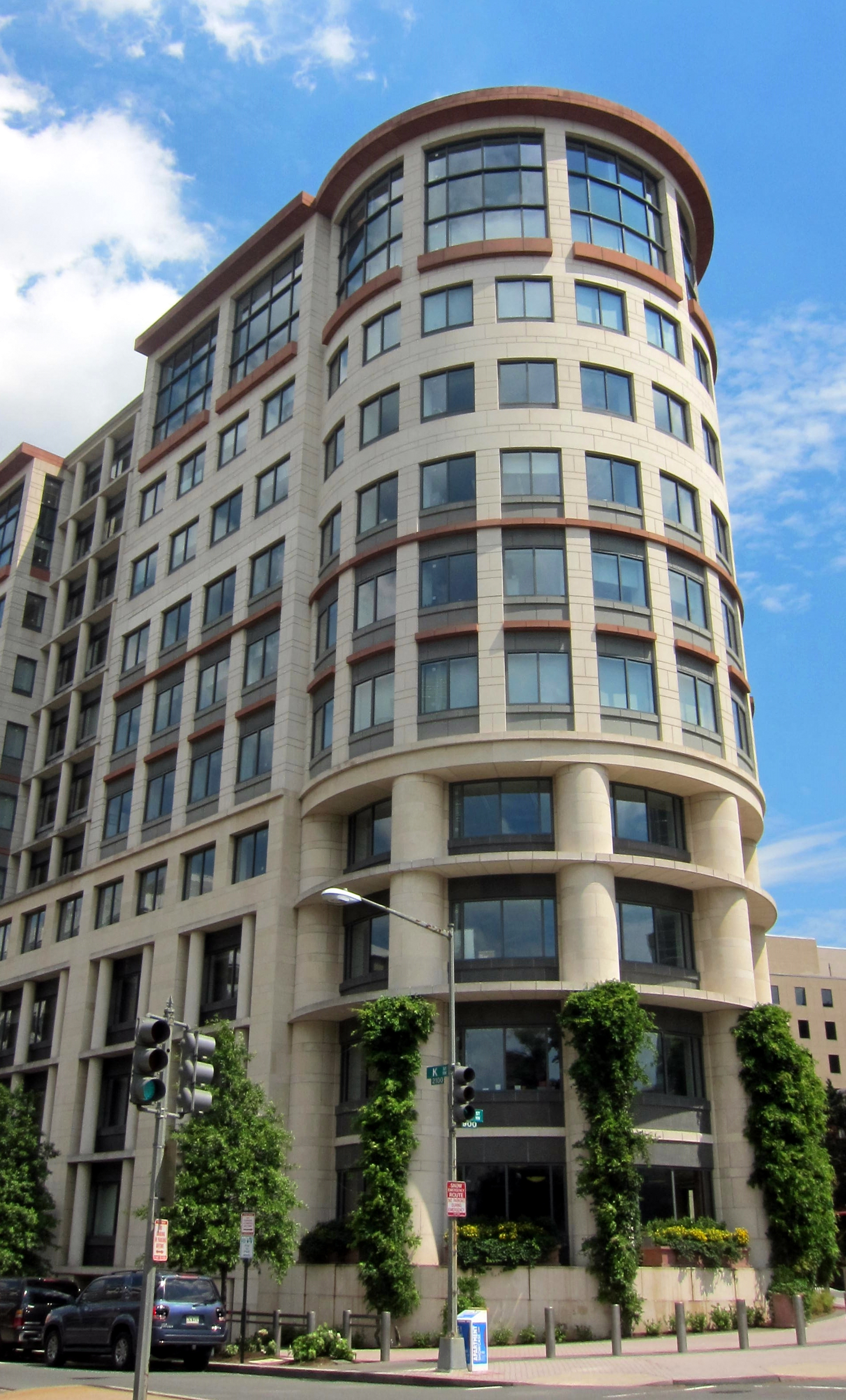
مبنى شركة التمويل الدولية في واشنطن العاصمة (1996)

صمم مايكل غرافيس (1934-2015) اثنين من أبرز المباني في طراز أسلوب ما بعد الحداثة، وهما مبنى بورتلاند ومكتبة دنفر العامة. تابع لاحقًا بتصميم متاجر بيع بالتجزئة ضخمة منخفضة التكلفة لسلاسل المتاجر مثل تارجت وجاي سي بيني في الولايات المتحدة، وكان لها تأثير كبير على تصميم متاجر البيع بالتجزئة في مراكز المدن ومراكز التسوق. اعتُبر في حياته المهنية المبكرة واحدًا من مجموعة النيويورك فايف (العمالقة الخمسة)، إلى جانب بيتر إيزنمان، وتشارلز غواثمي، وجون هيدوك، وريتشارد ماير، وهي مجموعة من المدافعين عن عمارة الحداثة البحتة، لكنه تحول في عام 1982 نحو عمارة ما بعد الحداثة مع مبنى بورتلاند، أحد المباني الأولى المهمة في هذا الأسلوب. أُضيف المبنى منذ ذلك الحين إلى السجل الوطني للأماكن التاريخية.

### تشارلز مور

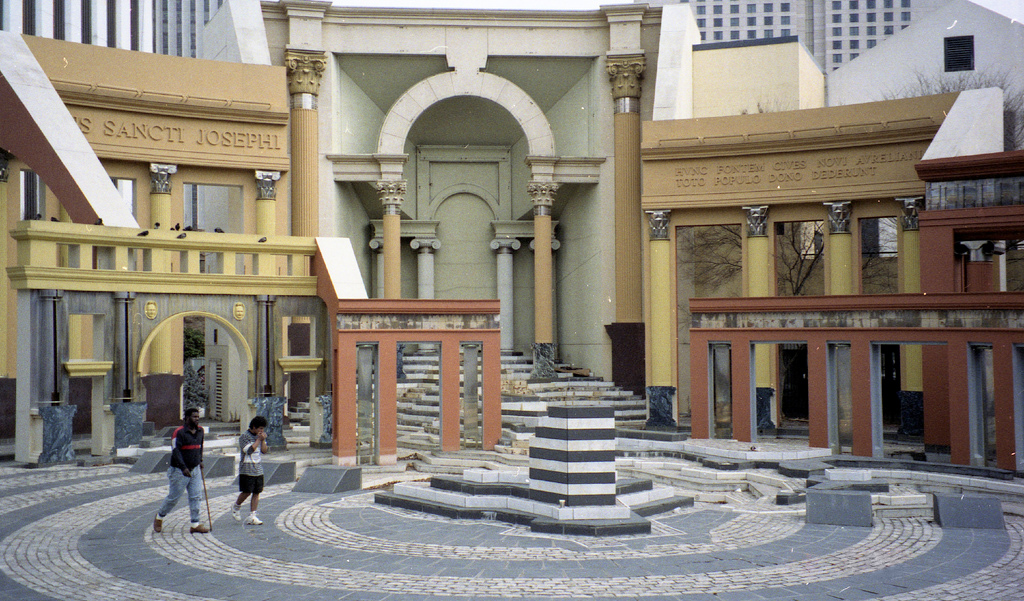
ميدان إيتاليا في نيو أورلينز من تصميم تشالز مور (1978)
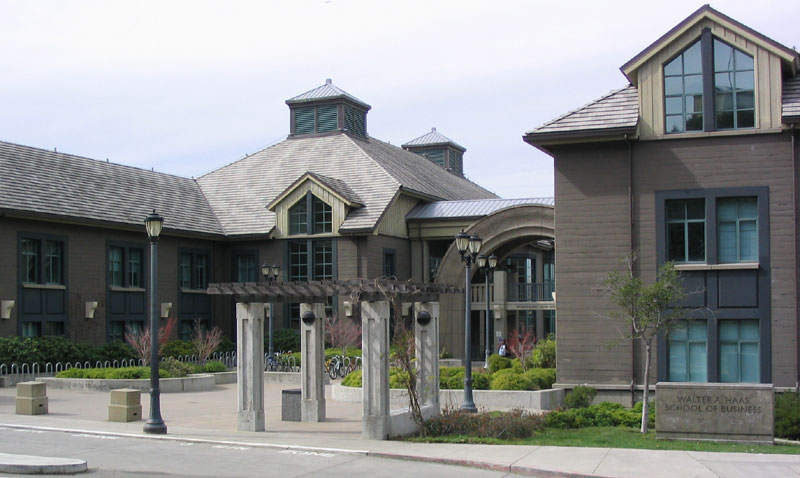
كلية هاس للأعمال في جامعة كاليفورنيا في بركلي من تصميم تشارلز مور (1992)
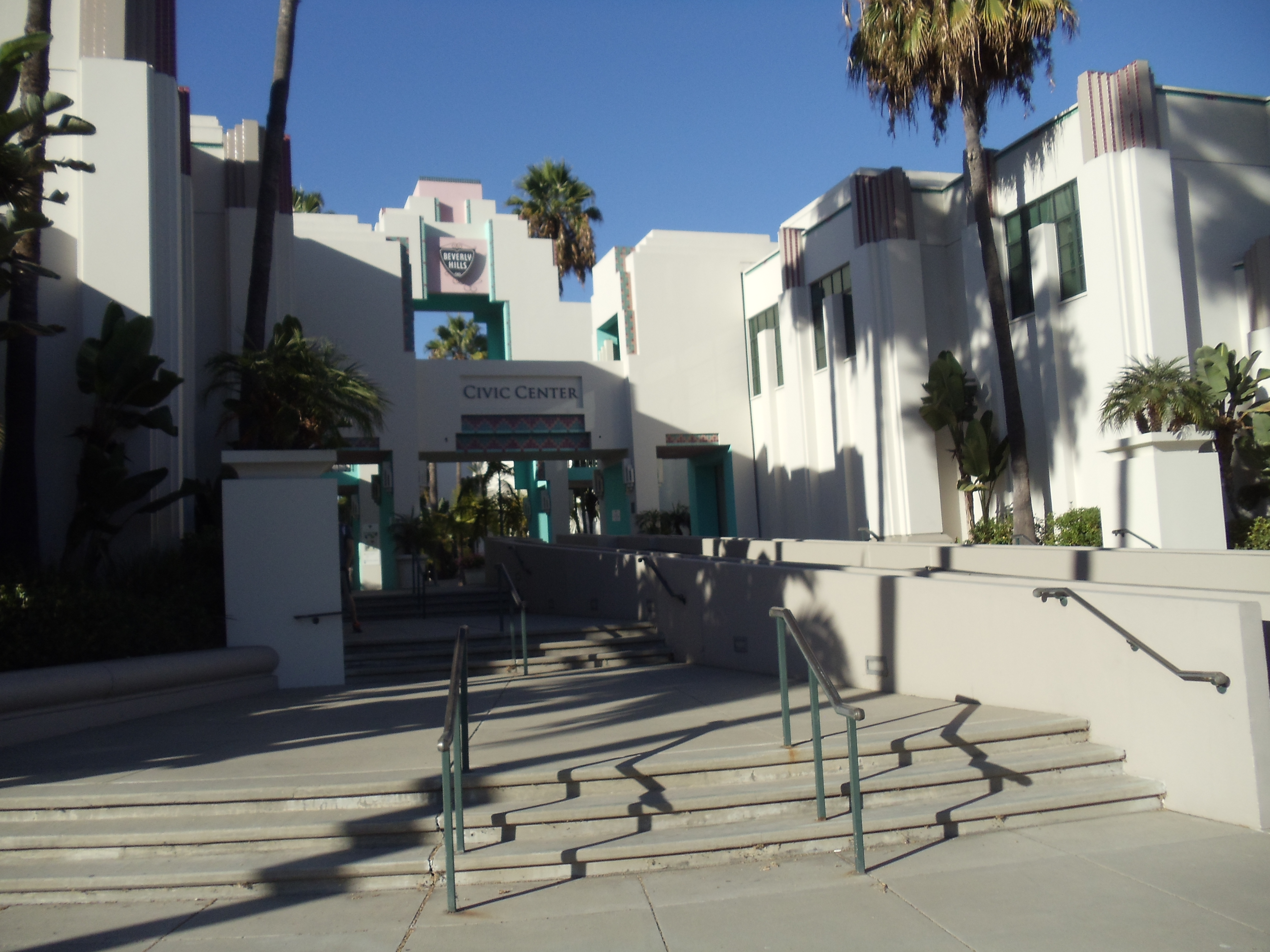
مركز بيفرلي هيلز المدني من تصميم تشارلز مور (1990)

أشهر أعمال المهندس المعماري تشارلز مور هو ميدان إيتاليا في نيو أورلينز (1978)، وهي ساحة عامة تتكون من مجموعة ضخمة من قطع من فن العمارة الإيطالية الشهيرة. صمم مور مركز بيفرلي هيلز المدني بالاعتماد على العمارة الإحيائية الإسبانية لقاعة المدينة، في مزيج من العمارة الإحيائية الإسبانية، والآرت ديكو، وأنماط ما بعد الحداثة. شمِلت ساحات، وأعمدة، ومنتزهات، ومباني، بمساحات مفتوحة وشبه مغلقة، وسلالم وشرفات.
تمتزج كلية هاس للأعمال في جامعة كاليفورنيا في بيركلي مع كل من عمارة عصر النهضة الجديدة لحرم بيركلي ومع نمط العمارة السكنية الخشبية الخلابة في أوائل القرن العشرين في تلال بيركلي المجاورة.

### فيليب جونسون

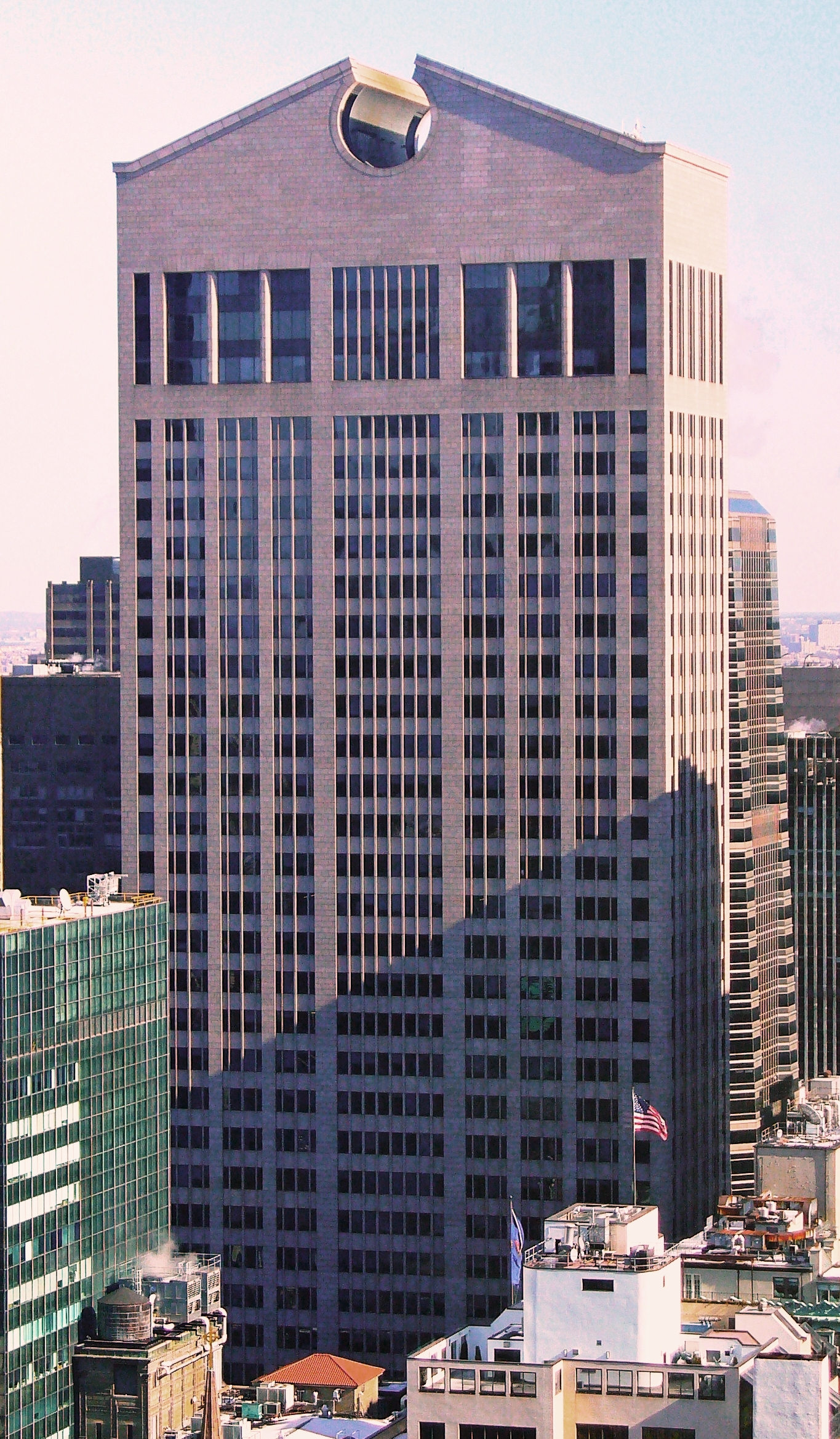
ناطحة سحاب 550 جادة ماديسون (مبنى آيه تي أند تي) بمانهاتن في نيويورك من تصميم فيليب جونسون (1982)
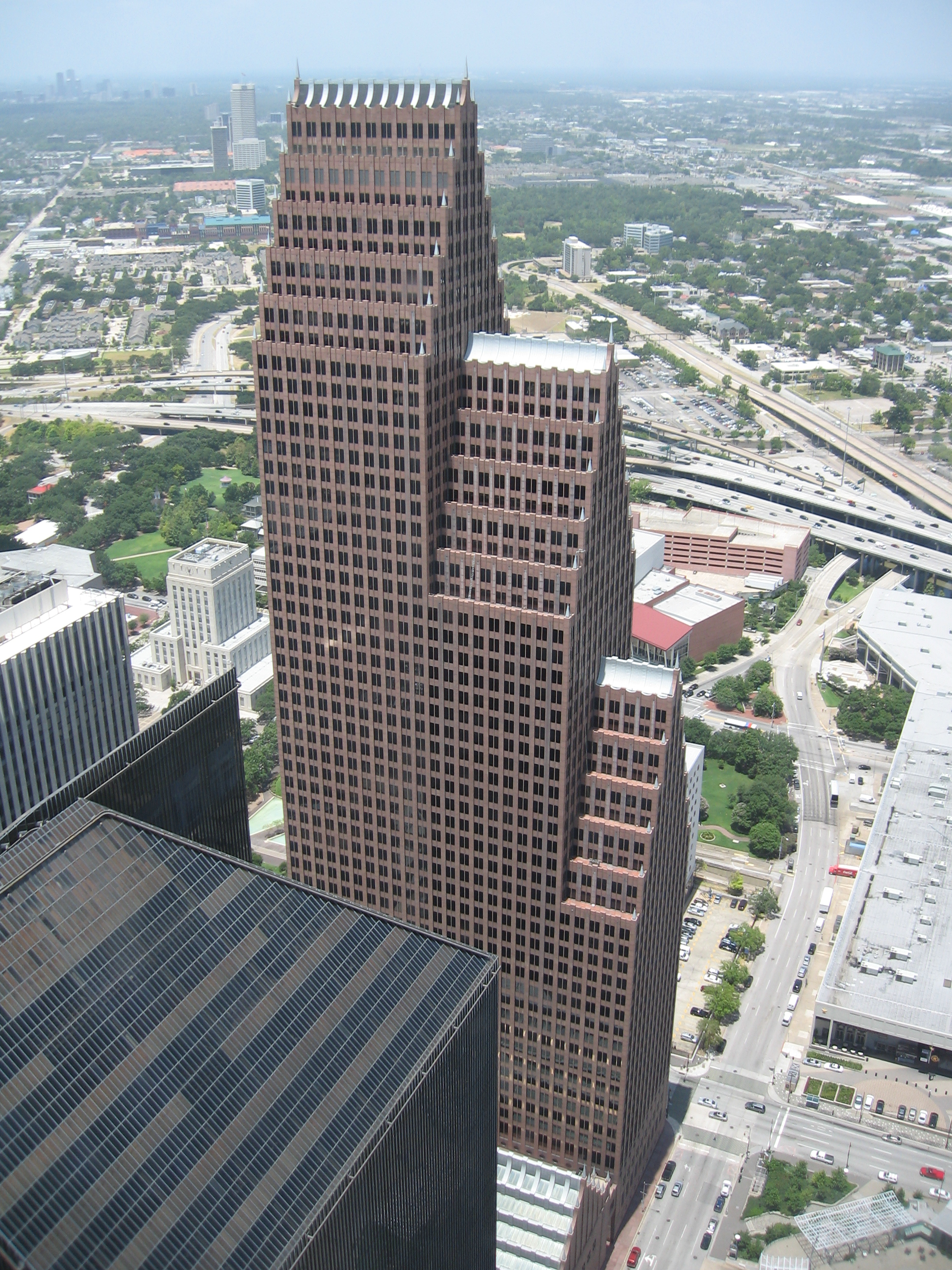
مركز بنك أميركا في هيوستن بولاية تكساس من تصميم فيليب جونسون (1983)
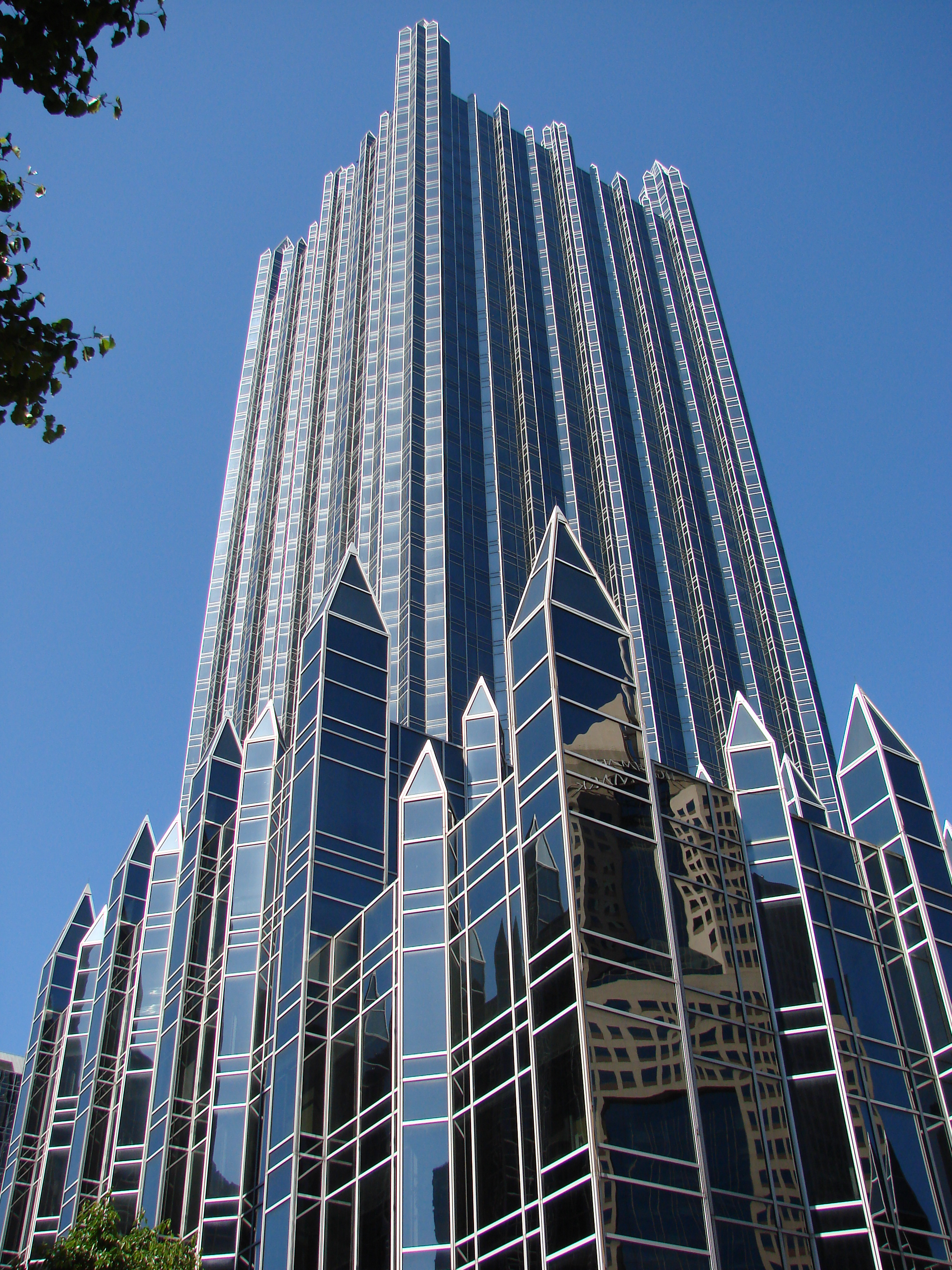
مجمع پي پي جي بليس في بيتسبرغ بولاية بنسيلفانيا من تصميم فيليب جونسون (1979–84)
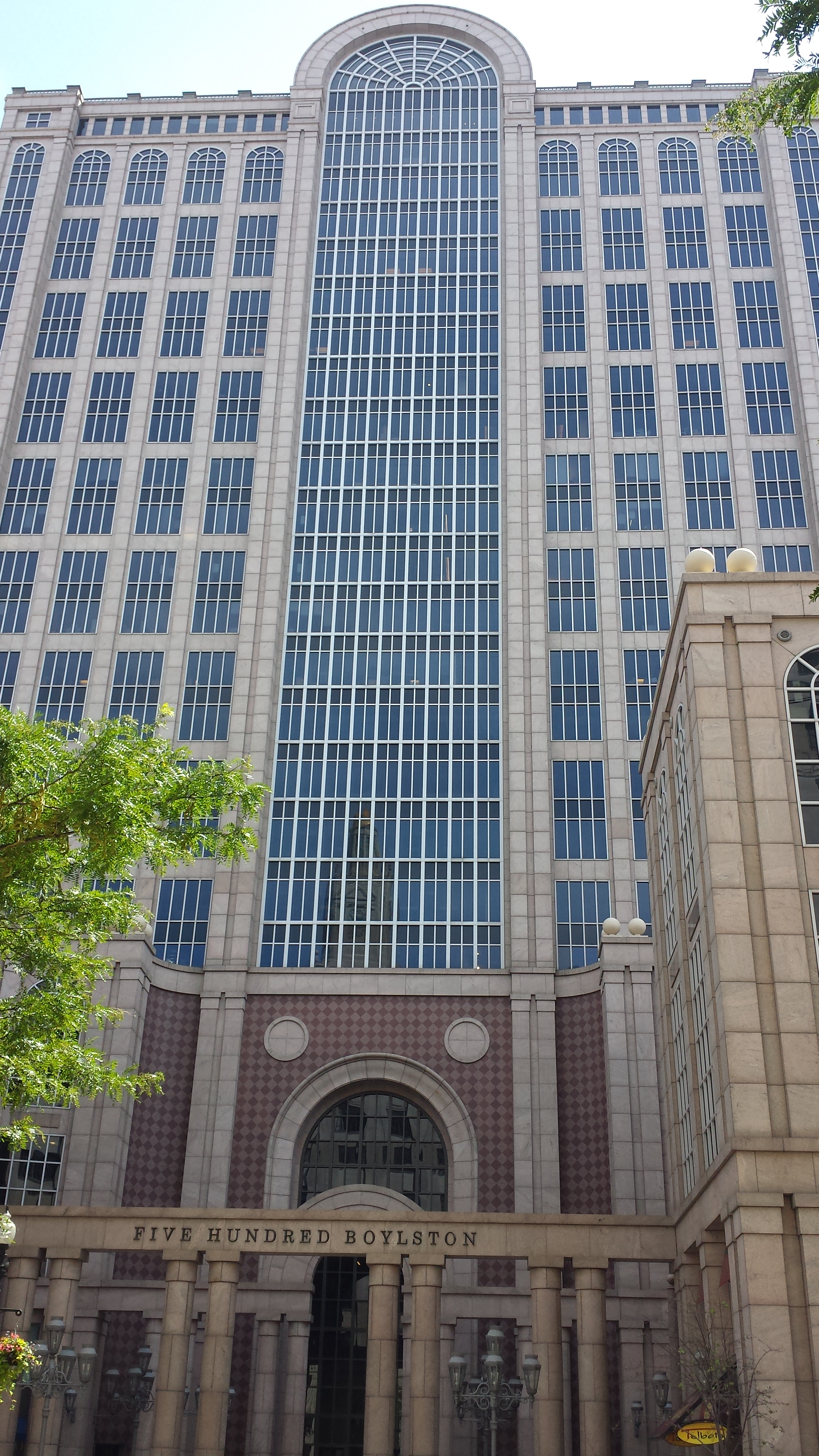
بناء 500 بويلستون ستريت في بوسطن بولاية ماساتشوستس (1989)
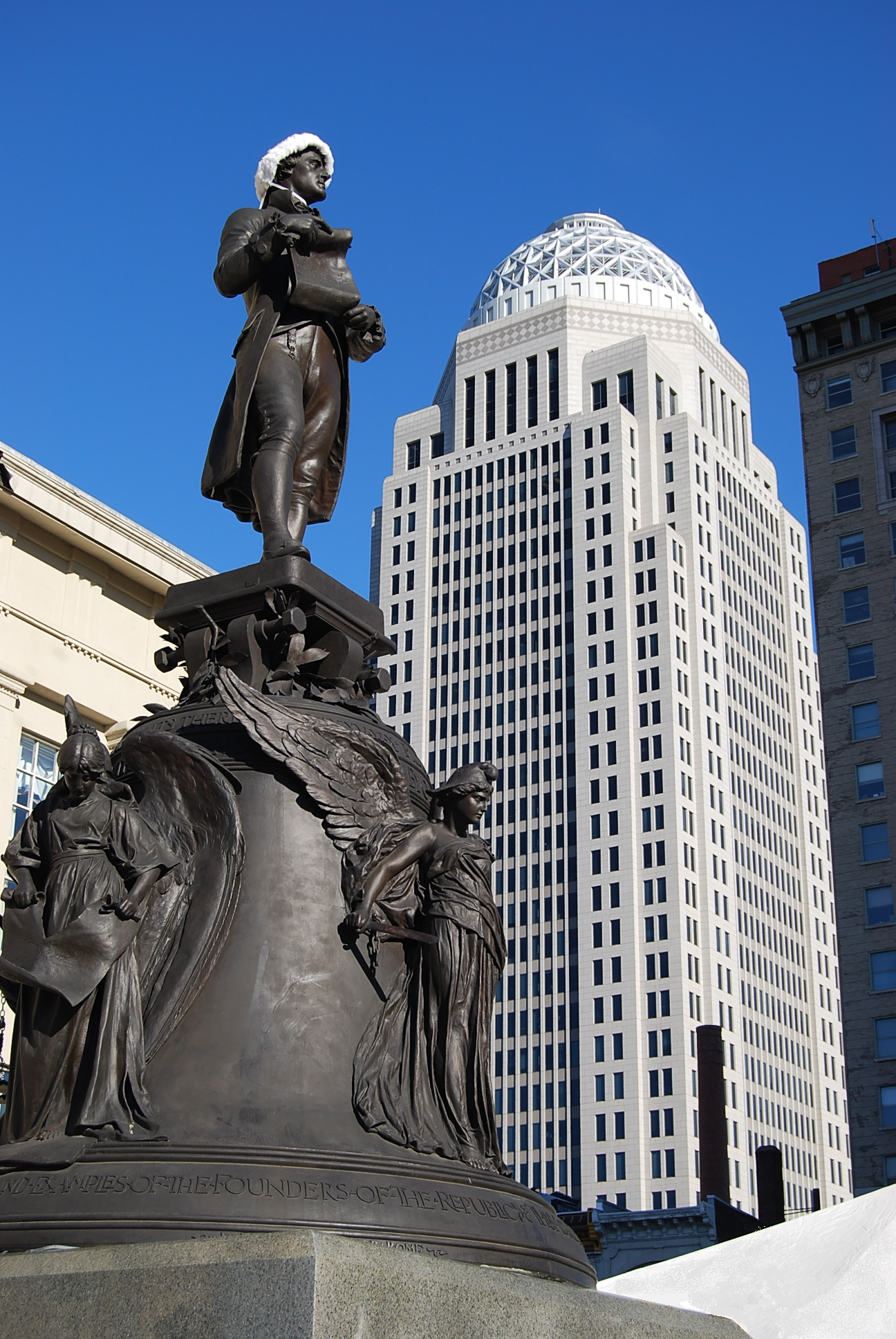
ناطحة سحاب 400 ويست ماركت في لويفيل بولاية كنتاكي من تصميم فيليب جونسون (1993)
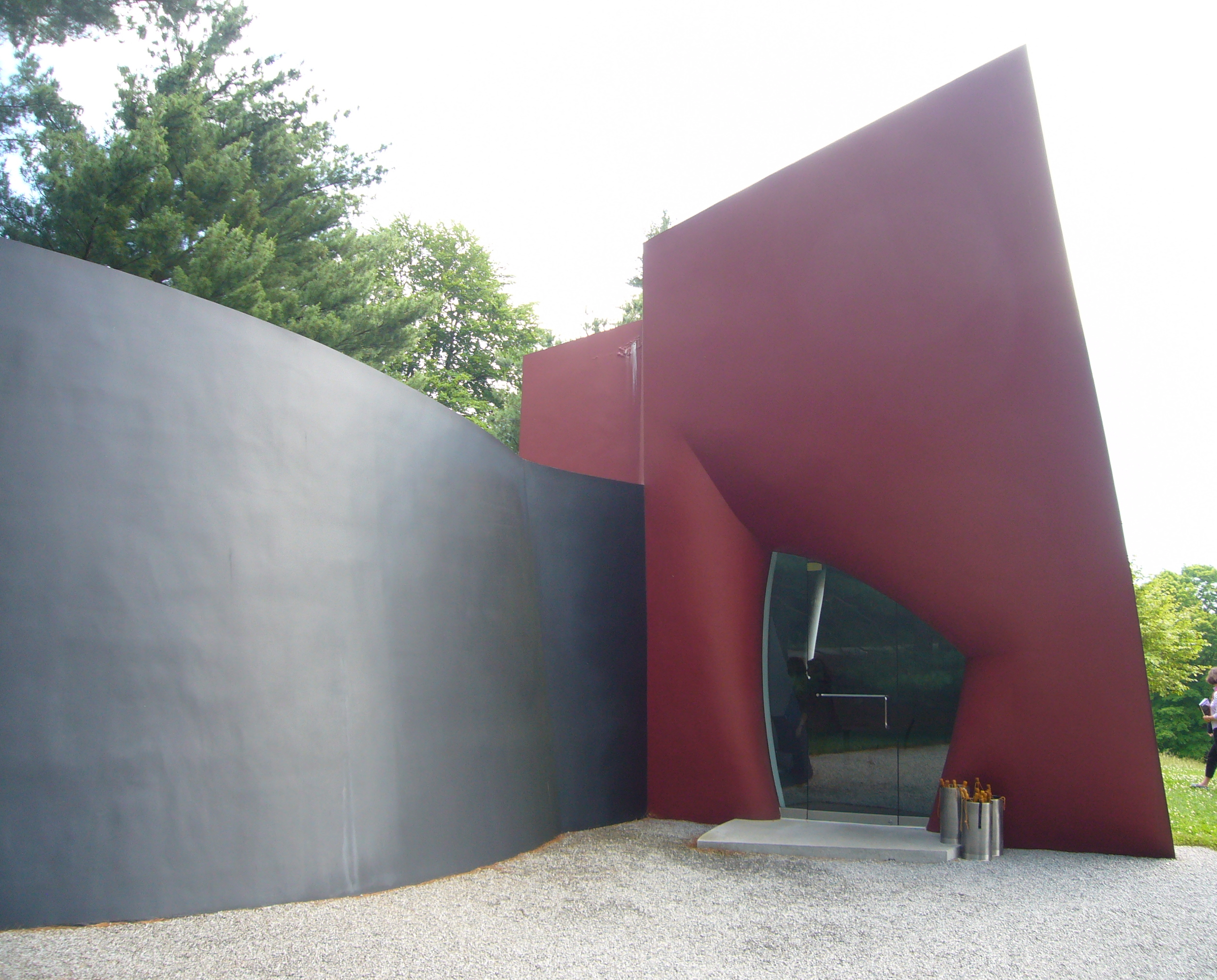
مبنى غلاس هاوس في نيو كانان بولاية كونيتيكت (1995)

بدأ فيليب جونسون (1906–2005) حياته المهنية بصفته حداثيًّا أصيلًا. في عام 1935، شارك في تأليف الكتالوج الشهير لمتحف الفن الحديث على الطراز الدولي، ودرس مع فالتر غروبيوس ومارسيل بروير في هارفارد. أصبح منزله الزجاجي في نيو كانان في كونيتيكت (1949) أيقونة لحركة الحداثة، وهو مستوحى من منزل مماثل صممه لودفيغ ميس فان دير روه. عمل مع ميس في مشروع حداثي آخر: مبنى سيغرام في مدينة نيويورك. ومع ذلك، في خمسينيات القرن الماضي، بدأ بتضمين بعض الأشكال المرحة والهادئة في مبانيه، مثل كنيس بورت تشيستر (1954-1956)، بسقف مقبب من الجص ونوافذ ملونة ضيقة، ومعرض الفنون بجامعة نبراسكا (1963). ومع ذلك، كانت مبانيه الرئيسية ضخمة وحديثة تمامًا في عام 1970، مثل مركز آي دي إس في منيابولس (1973)، وبنزويل بليس في هيوستن (1970-1976).
مع مبنى إيه تي آند تي (الذي يُسمى الآن جادة ماديسون 550) (1978–1982)، تحول جونسون بشكل كبير نحو أسلوب ما بعد الحداثة. الميزة الأبرز للمبنى هي أعلاه المزخرف بالديكور على غرار قطعة أثاث شيبيندال، ولديه مرجعيات أخرى أكثر دقة للعمارة التاريخية. كان ينوي جعل المبنى يبرز كرمز مؤسسي بين ناطحات السحاب الحداثية حوله في مانهاتن، ونجح؛ أصبح من أشهر مباني عمارة ما بعد الحداثة. بعد ذلك، أكمل مشروعًا ما بعد حداثي آخرًا هو مجمع پي پي جي بليس في بيتسبرغ، بنسلفانيا (1979-1984)، وهو مجمع من ستة مبانٍ زجاجية لشركة بيتسبرغ لألواح الزجاج. تملك هذه المباني ميزات قوطية جديدة، بما في ذلك 231 برجًا زجاجيًا، يبلغ أكبرها 82 قدمًا (25 مترًا).
في عام 1995، بنى جناح بيت حراسة ما بعد حداثي لمكان إقامته في البيت الزجاجي. يبلغ ارتفاع البوابة التي يُطلق عليها «دا مونسترا» 23 قدمًا، وهي مصنوعة من خرسانة مقذوفة، أو خرسانة مُطلقة من خرطوم، ملونة باللونين الرمادي والأحمر. هي قطعة من العمارة النحتية دون زوايا قائمة وبخطوط مستقيمة قليلة جدًا، وهي سابقة للعمارة النحتية المعاصرة في القرن الحادي والعشرين.

## انطر أيضًا
- مستقبلية جديدة
- برويت إيجو